# San Miniato
San Miniato är en ort och kommun i provinsen Pisa i regionen Toscana i Italien. Kommunen hade 27 959 invånare (2018).